# Lánao del Norte
Lánao del Norte (inglés: Northern Lánao; cebuano: Amihanang Lanaw; maranao: Ranaw Pangotaraan; tagalo: Hilagang Lanaw) es una provincia en la región de Mindanao del Norte en Filipinas. Su capital es Tubod.
La ciudad de Iligan  administrativamente es independiente, pero forma parte de esta provincia de Lánao del Norte simplemente a efectos estadísticos.

## Demografía
La gente de Lánao del Norte son de orígenes diversos, de ascendencia austronesia, árabe, europea y otras. El catolicismo es la religión de la mayoría (75%). Se adhiere una minoría notable (20%) al Islam.

## Idioma
El cebuano es el idioma principal de la provincia. También se habla maranao.

## División administrativa
Políticamente la provincia de Dávao del Norte se divide en 22 municipios, 1 ciudad y 506 barrios.
Consta de 3 distritos para las elecciones al Congreso.
| Ciudad/Municipio                 | N.º de Barangays | Población (2010) | Área (km²) | Código    |
| -------------------------------- | ---------------- | ---------------- | ---------- | --------- |
| Bacólod                          | 16               | 21.818           | 104,10     | 103501000 |
| Baloy                            | 21               | 50.387           | 90,98      | 103502000 |
| Baroy                            | 23               | 20.948           | 72,35      | 103503000 |
| Ciudad de Iligan                 | 23               | 322.821          | 813,37     | 103504000 |
| Capatagán (Kapatagan)            | 33               | 53.916           | 242,89     | 103505000 |
| Caromatán (Sultán Naga Dimaporo) | 37               | 52.430           | 230,99     | 103506000 |
| Causuagán (Kauswagan)            | 13               | 24.006           | 60,37      | 103507000 |
| Colambugán (Kolambugan)          | 26               | 26.445           | 134,55     | 103508000 |
| Lala                             | 27               | 65.355           | 140,25     | 103509000 |
| Linamón                          | 8                | 17.484           | 76,38      | 103510000 |
| Magsaysay                        | 24               | 16.442           | 151,83     | 103511000 |
| Maigo                            | 13               | 20.131           | 121,45     | 103512000 |
| Matungao                         | 12               | 12.217           | 45,74      | 103513000 |
| Munay (Munai)                    | 26               | 27.600           | 197,50     | 103514000 |
| Nunungán                         | 25               | 16.304           | 473,28     | 103515000 |
| Pantau-Ragat (Pantao Ragat)      | 20               | 23.112           | 124,30     | 103516000 |
| Poonapiagapo (Poona Piagapo)     | 26               | 23.451           | 260,07     | 103517000 |
| Salvador                         | 25               | 27.348           | 113,99     | 103518000 |
| Sapad                            | 17               | 19.479           | 140,03     | 103519000 |
| Tagoloán                         | 7                | 11.674           | 69,70      | 103520000 |
| Tangcal                          | 18               | 12.588           | 178,62     | 103521000 |
| Tubod                            | 24               | 46.332           | 246,80     | 103522000 |
| Pantar                           | 21               | 18.440           | 70,40      | 103523000 |

## Historia
El 8 de julio de 1948 los términos municipales de Momungán, Pantar y Balut quedan organizadas en un municipio independiente bajo el nombre de Balo-i, con la sede del gobierno en la población de Momungán.
El 10 de junio de 1949 fue creado este nuevo municipio de Baroy, que estará integrado por la parte sur del municipio de Tubod más una cierta porción del territorio de Kolambugan.
El 30 de abril de 1953 los barrios de Tagalo, Mabbhai, Pandanan, Pikinit, Dangoloan, Dabliston, Calobi, Tapokon, Karomatan, Pitikol y Sigayan, del municipio de Kapatagan; y los barrios de Bauyan, Dadoan, Calibao y Payorigin, del municipio de Malabang; forman el nuevo municipio de Karomatan.

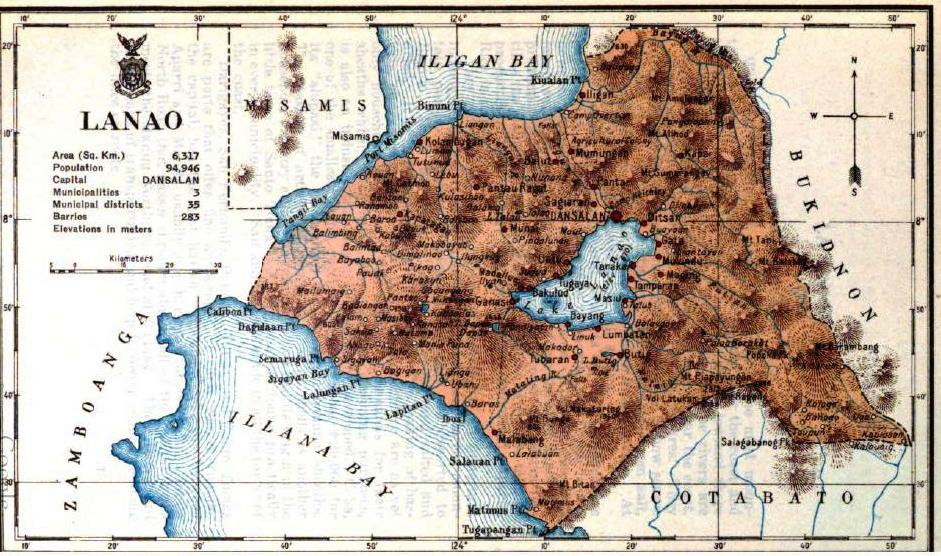
Provincia de Lánao, Census of the Philippine Islands taken under the Direction of the Philippine Legislature in the year 1918.

El 10 de mayo de 1956 fue creado el distrito municipal de Bacólod formado por los siguientes barrios hasta entonces pertenecientes al municipio de Colambugán: Bacólod, Rupagan, Minaolon, Dimologan, Binuni, Liangan West, Esperanza, Cahayag, Camp One, Camp Three, Mati East and West, Pagawayan, Babalaya-Matabaogan, Dilabayan y Barogohan East.
El 16 de junio de 1956 fue creado el distrito municipal de Tangcal formado por los siguientes barrios hasta entonces pertenecientes al municipio de Colambugán: Tangcal, Berowar, Pangao, Tawinian, Lumbac, Lawigadato, Somyorang, Bayabao, Pilingkingan, Ramain, Bagigicon, Lamaosa, Meladoc Big y Meladoc Small y Rarab.
En 1955 y en 1959 se produce la reclasificación de todos los municipios de Filipinas, en esta relación figuran como pertenecientes a esta provincia, todavía sin dividir, los siguientes 9 municipios: Bacólod, Balo-i, Kapatagan, Karomatan, Kausuagan, Kolambugan, Lala, Malabang y Tubod.
El 27 de febrero de 1959 fue creado el municipio de Maigo formado por los siguientes barrios y sitios hasta entonces pertenecientes al municipio de Kolambugan: Maigo, Balagatasa, Sigapud y Mentring; al de Bacólod: Liagan Proper, Barogohan, Camps I, II y III

### Lánao del Norte
El 22 de mayo de 1959 la provincia de Lánao fue dividida en dos provincias, una que se conoce como Lánao del Norte y el otro como Lánao del Sur.
Lánao del Norte comprende los siguientes diez municipios:
| - Baloi - Kauswagan | - Bacólod - Maigo | - Kolambugán - Tubod | - Baroy - Lala | - Kapatagan - Caromatán |  |

Y también los siguientes cinco distritos municipales:
| - Matungao | - Pantao-Ragat | - Munai | - Tangcal | - Nunungan |  |

El 13 de enero de 1960 fue creado el municipio de Linamón formado por los siguientes barrios y sitios hasta entonces pertenecientes al municipio de Causguagán (Kauswagan): Linamon, Magoong, Samburon, Larapan, Purakan, Robocon, Napo, Busque, Tangkal, Tilapas, Tinaeg-Manok, Hinatogan y Tingintingin.
Ese mismo día también fue creado el municipio de Salvador formado por los siguientes barrios hasta entonces pertenecientes al municipio de Baroy: Balimbing, Upper Rebe, Mabatao, Madaya, Camp III, Bolacon, Kilala, Tualon, Tamporong, Salog, Kanibongan, Pangao, Badelles, Rarkom, Inodaran, Rarab, Pagalongan, Padianan, Pansur, Mamaanum, Bontong, Maporog, Kabatongan, Pagayawan, Mt. Rangaraya, Mt. Talaysague y Mt. Sucadan.
El 22 de marzo de 1960 fue creado el distrito municipal de Magsaysay formado por los siguientes barrios hasta entonces pertenecientes a varios municipios:
- De Colambugán 14: Bago-Ingud, Tambacon, Somiarang, Maitowato, Lemoncret, Olango, Taguitingan, Tawinian, Ilihan, Sulaman, Rarab, Pinalingco, Lumbac y Mapantao.
- De Tubod 1: Baguiguicon.
- De Tangcal 6: Pangao, Pilingkingan, Labo, Malabaogan, Lawigdato y Matungao.

El ayuntamiento se sitúa en el barrio de Bago-Ingud.
El 8 de diciembre de 1965 fue creado el municipio de Tagoloán formado por los siguientes barrios y sitios hasta entonces pertenecientes a los municipios de Bubong y Kapai, ambos de Lánao del Sur: Pagalongan, Impaltao, Basak, Dagumboan, San Amoran, San Martín, San José, San Rafael, Kibanog, Besigan, Malungun, Mipait; Bitaog, Kolawingan, Domihorog, Tikalaan, Indolang, Ramain, Bago-Ingud, Limonsdan, Linotongan, Siugagan, Eibaritan, Dimakiling, Kibujag, Pigkutun, San Antonio and San Alipio. El ayuntamiento se sitúa en el barrio de Pagalongán.
El 21 de junio de 1969, separado del municipio de Kapatagan se constituyó en un distrito y de municipio independiente, que se conocerá como  Sapad, estebleciéndose su ayuntamiento en el barrio del mismo nombre.
El 31 de marzo de 1976 fue creado el municipio de Poonapiagapo formado por los siguientes barrios hasta entonces pertenecientes al municipio de Pantau-Ragat: Tangklao, Piangamanganan, Kadayonan, Lupitan, Punud, Kabasaran, Pantau-Raya, Kablanga, Pantaon, Nunungen, Lumbaka-Ingud y Tadoken. La sede del nuevo municipio se encuentra en el barangay de Poona-Piagapo que se establecerá en la proximidad de Barangay Lumbaka-Ingud.
El 13 de junio de 1978 fue creado el municipio de Pantar formado por los siguientes barrios hasta entonces pertenecientes al municipio de Baloy: Pantar Población, Pantaon, Talontona, West Pantar, Pindoloan, Pantar East, Campong, Bobong, Raya, Kalanganan East, Kalanganan Lower, Tambo, Cadayonan, Tawaan, Domakias, Pitubo, Bobong-Madaya, Cabasaran, Bangcal, Pantao-Marug, Punod, Bowi, Poona-Punod, Pantao-Ranao, Sundiga-Punud, Bogowan-Ingud, Cawi-Ompara, River Side, Kalilangan y Dibarosan.